# 4つの自由

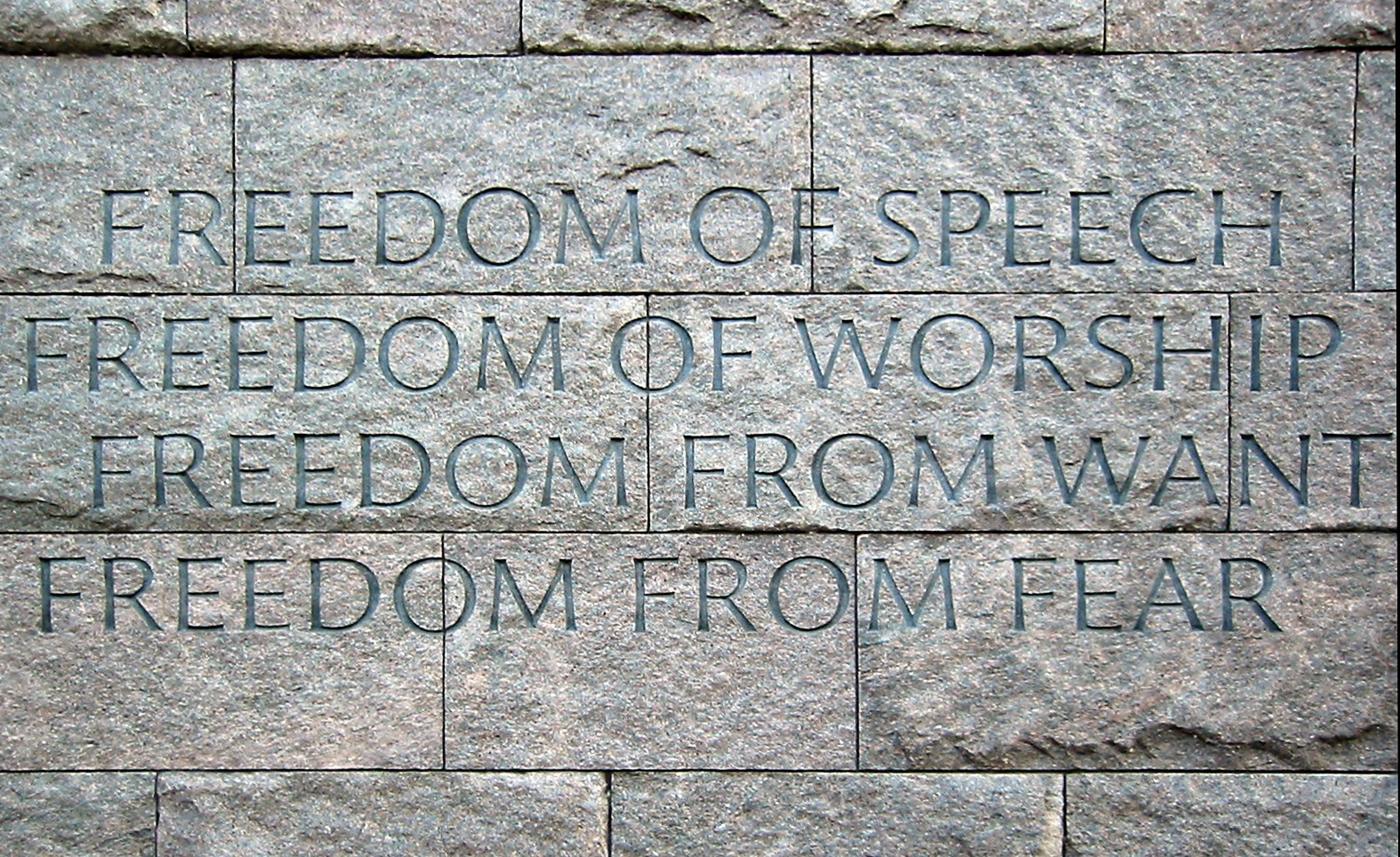
ワシントンD.C.のフランクリン・デラノ・ルーズベルト記念公園にある4つの自由の石碑

4つの自由（よっつのじゆう、Four Freedoms）とは、アメリカ合衆国大統領フランクリン・D・ルーズベルトが1941年1月6日の一般教書演説（「4つの自由」演説と呼ばれる）において表明した目標である。ルーズベルトは「世界中のあらゆる場所」の人々が享受すべき4つの基本的な自由を提唱した。
- 言論・表現の自由 (Freedom of speech)
- 信教の自由 (Freedom of worship)
- 欠乏からの自由 (Freedom from want)
- 恐怖からの自由 (Freedom from fear)

ルーズベルトがこの演説を行ったのは、日本が真珠湾攻撃を行い、アメリカが日本に宣戦布告をする1941年12月8日の11か月前だった。一般教書演説の内容は、主にアメリカの国家安全保障と、東半球において大陸を越えて繰り広げられていた世界大戦による他の民主主義国への脅威についてだった。この演説によってルーズベルトは、アメリカが長年保持してきた非干渉主義の伝統を打ち破った。ルーズベルトは、すでに参戦している同盟国を支援するためのアメリカの役割を概説した。
その中で、当時存在していた国際関与に関する超党派のコンセンサスの背後にある民主主義の価値観を要約した。この演説の中で述べられた「人はパンだけでは生きられないように、武器だけでは戦わない」という文章は、これらの価値観を前置きしたものである。演説の後半では、経済的機会、雇用、社会保障、そして「十分な医療」の約束など、民主主義の利点を挙げている。最初の2つの自由である言論と宗教は、アメリカ合衆国憲法修正第1条によって保護されている。後者の2つの自由を含めることは、アメリカの権利章典によって保護されている伝統的な憲法上の価値観を超えたものであった。ルーズベルトは、経済的な安全保障に対するより広範な人権を支持し、数十年後に社会科学や経済発展における「人間の安全保障」のパラダイムとして知られるようになることを予期していた。彼はまた、国家の侵略に対する「恐怖からの自由」を盛り込み、彼が立ち上げた新しい国連にそれを持ち込んだ。

## 歴史的な背景
1930年代には、多くのアメリカ人が「第一次世界大戦へのアメリカの参戦は誤りであった」と主張し、欧州問題への継続的な介入に断固として反対していた。1935年に制定された中立法により、戦争中の国への軍備品の販売が禁止され、交戦国の船舶による渡航が制限された。1939年9月に第二次世界大戦が始まったとき、中立法はまだ有効であったため、アメリカは英仏への実質的な支援ができなかった。1939年の中立法の改正においてルーズベルトは「戦争未満の方針」を採用し、宣戦布告をせず兵力も投入しないことを条件に、ヨーロッパの同盟国に物資や軍備を提供することができるようになった。1940年12月の時点ですでに、ヨーロッパは大部分がドイツのナチス政権のなすがままになっていた。1940年6月にフランスがドイツに降伏して以降、イギリスとその海外帝国は、日独伊三国同盟に対して単独で立ち向かっていた。イギリス首相ウィンストン・チャーチルは、ルーズベルトとアメリカに戦争継続のための軍備の供給を求めた。
1939年のニューヨーク万国博覧会では、宗教、言論、報道、集会の4つの自由を祝い、レオ・フリードランダーにこれらを表す彫刻の制作を依頼した。ニューヨーク市長フィオレロ・ラガーディアは、出来上がった彫刻を「万国博覧会の中心」と表現した。後にルーズベルトは「4つの本質的な自由」を宣言し、ウォルター・ラッセルに「4つの自由碑」の作成を依頼し、ニューヨークのマディソン・スクエア・ガーデンに設置された。
また、アメリカ軍政下のイタリアで発行された紙幣であるAMリラの裏面にも、4つの自由が書かれていた。

## 演説
「4つの自由」演説は1941年1月6日に行われた。ルーズベルトは、第一次世界大戦から生まれた孤立主義的な政策をアメリカが放棄すべき理由を説明しようとしていた。演説の中でルーズベルトは孤立主義を批判し、次のように述べた。「現実的なアメリカ人は、独裁者の平和の国際的な寛大さ、真の独立性の回復、世界軍縮、表現の自由、宗教の自由、さらには良いビジネスさえも期待できない。そのような平和は、私たちや隣人に何の安全ももたらさないだろう。少しの一時的な安全を買うために本質的な自由を手放そうとする者は、自由と安全のどちらにもふさわしくない。」
この演説は、アメリカが「民主主義の武器庫」となり、連合国（主にイギリス）を必要とする物資で支援しようとするルーズベルトの計画を推進したレンドリース法の導入と重なるものであった。さらに、この演説は、アメリカが第二次世界大戦に参加するためのイデオロギー的基盤となるものを確立し、アメリカ政治の特徴である個人の権利と自由の観点から全てが組み立てられた。
ルーズベルトが行った演説には、「4つの自由」と呼ばれる次のような文章が盛り込まれていた。

In the future days, which we seek to make secure, we look forward to a world founded upon four essential human freedoms.
The first is freedom of speech and expression—everywhere in the world.
The second is freedom of every person to worship God in his own way—everywhere in the world.
The third is freedom from want—which, translated into world terms, means economic understandings which will secure to every nation a healthy peacetime life for its inhabitants—everywhere in the world.
The fourth is freedom from fear—which, translated into world terms, means a world-wide reduction of armaments to such a point and in such a thorough fashion that no nation will be in a position to commit an act of physical aggression against any neighbor—anywhere in the world.
That is no vision of a distant millennium.
It is a definite basis for a kind of world attainable in our own time and generation.
That kind of world is the very antithesis of the so-called new order of tyranny which the dictators seek to create with the crash of a bomb.
—Franklin D. Roosevelt, excerpted from the State of the Union Address to the Congress, January 6, 1941
日本語訳

私たちが確保しようとする未来の日々において、本質的な人間の4つの自由を基盤とした世界を期待しています。
第一は、世界のあらゆるところにおける、言論と表現の自由です。
第二は、世界のあらゆるところにおける、全ての人が自分のやり方で神を崇拝する自由です。
第三は、世界のあらゆるところにおける、欠乏からの自由です。わかりやすく言えば、全ての国がその国民に対し健全で平穏な生活を確保するための経済的理解を意味します。
第四は、世界のあらゆるところにおける、恐怖からの自由です。わかりやすく言えば、世界的な軍備の削減を徹底して行うことで、いかなる国も、いかなる隣人に対しても物理的な攻撃行為を行うことができなくなります。
それは遠い千年紀のビジョンではありません。
それは、私たち自身の時代と世代で達成可能な世界の明確な基礎です。
そのような世界は、独裁者たちが爆弾の爆発で創造しようとしている、いわゆる独裁の新秩序とは全く相反しているものです。
—1941年1月6日の連邦議会でのフランクリン・D・ルーズベルトの演説より抜粋

4つの自由を表す連合国名誉旗

戦争の正当な理由としての「4つの自由」の宣言は、戦争の残りの期間を通じて、そして何十年にもわたって、記憶の枠組みとして響くことになるだろう。自由はアメリカの戦争の目的の要であり、戦争に対する国民の支持を集めるためのあらゆる試みの中心となった。1942年に設立された戦争情報局(OWI)やノーマン・ロックウェルの有名な絵画により、自由はアメリカの生活の中心的な価値観、アメリカの例外主義の例として宣伝された。

## 反対意見
「4つの自由」演説は国民に普及し、その目標は戦後の政治にも影響を与えた。しかし、1941年には、この演説は反戦派から激しい批判を受けた。批評家たちは、4つの自由はルーズベルトのニューディール政策のための憲章に過ぎず、社会改革はすでに議会内に鋭い分裂を生み出していたと主張した。社会プログラムや政府の介入の増加に反対する保守派は、高尚な目標を守るために必要なものとして戦争を正当化し叙述しようとするルーズベルトの試みに反論した。
自由は戦争に関するアメリカ人の思想の強力な見地となったが、それは決して戦争の排他的な正当化ではなかった。戦争情報局が行った世論調査や調査によると、「自衛」や真珠湾攻撃への報復が戦争の理由として依然として最も一般的なものであったことが明らかになった。

## 制限
1942年のラジオ演説で、ルーズベルト大統領は、「4つの自由」は「どこに住んでいようと、あらゆる信条とあらゆる人種の人間の権利」を具現化したものであると宣言した。
1942年2月19日、ルーズベルト大統領は大統領令9066号で日系人の強制収容とイタリア系アメリカ人の強制収容を許可したが、これは地方の軍司令官が「軍事地域」を「いかなる人も、あるいはすべての人を排除することができる」「立入禁止区域」として指定することを許可したものだった。この権限は、カリフォルニア州全域とオレゴン州、ワシントン州、アリゾナ州の大部分を含む西海岸全域から、全ての日系人を排除して収容所に収容するために使用された。1946年までに、アメリカでは12万人の日系人が収容されたが、そのうち約8万人がアメリカ生まれだった。

## 世界人権宣言
ルーズベルトの「4つの自由」の概念は、その妻のエレノア・ルーズベルトの個人的な使命の一部となり、彼女が起草に参加した世界人権宣言（国連総会決議217A）の背後にあるインスピレーションとなった。実際、4つの自由の概念は、世界人権宣言の前文に明示的に組み込まれており、その中には次のように書かれている。
「人権の無視及び軽侮が、人類の良心を踏みにじった野蛮行為をもたらし、言論及び信仰の自由が受けられ、恐怖及び欠乏のない世界の到来が、一般の人々の最高の願望として宣言されたので、」

## フランクリン D. ルーズベルト4つの自由公園
フランクリン D. ルーズベルト4つの自由公園は、建築家ルイス・I・カーンが設計したルーズベルト島の南端にある公園である。「4つの自由」演説を記念したものであり、演説の文章が刻まれた花崗岩の壁がある。

## 4つの自由賞
ルーズベルト研究所 は、4つの自由の理想に生涯をかけて取り組んできた優れた個人に対し4つの自由賞を授与している。この賞は、ルーズベルト大統領の生誕100周年とアメリカとオランダの国交樹立200周年を記念して、1982年に創設された。

## ノーマン・ロックウェルの絵画
画家ノーマン・ロックウェルがこの「4つの自由」を題材とした連作『4つの自由』を描き、『サタデー・イブニング・ポスト』に発表し、その後の展覧会の開催と関連商品の販売により戦争資金の調達に大きな貢献をすることになった。（以下、1943年ロックウェル作『4つの自由』・カレッジパーク国立古文書館所蔵）

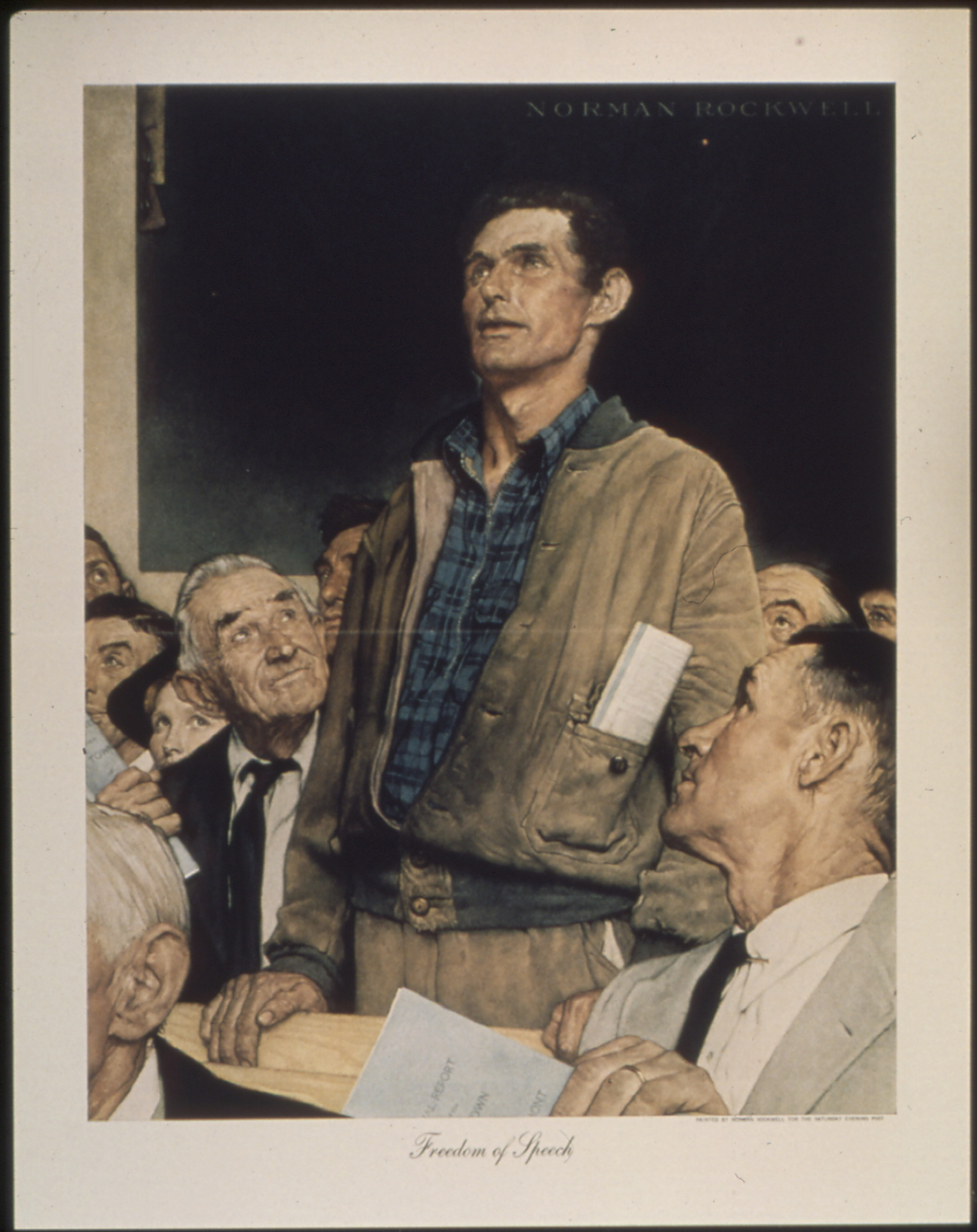
表現の自由（英語版）
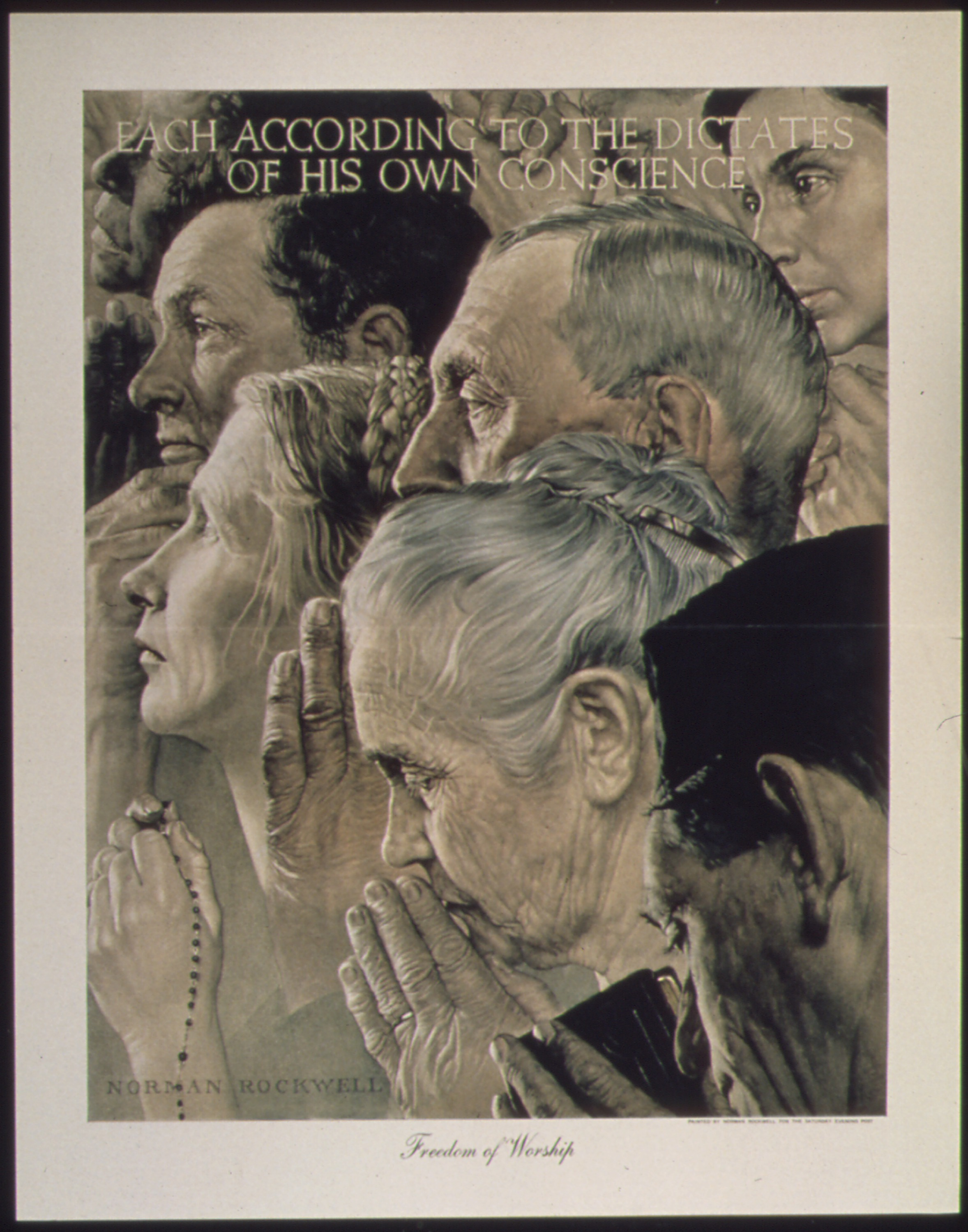
信教の自由（英語版）
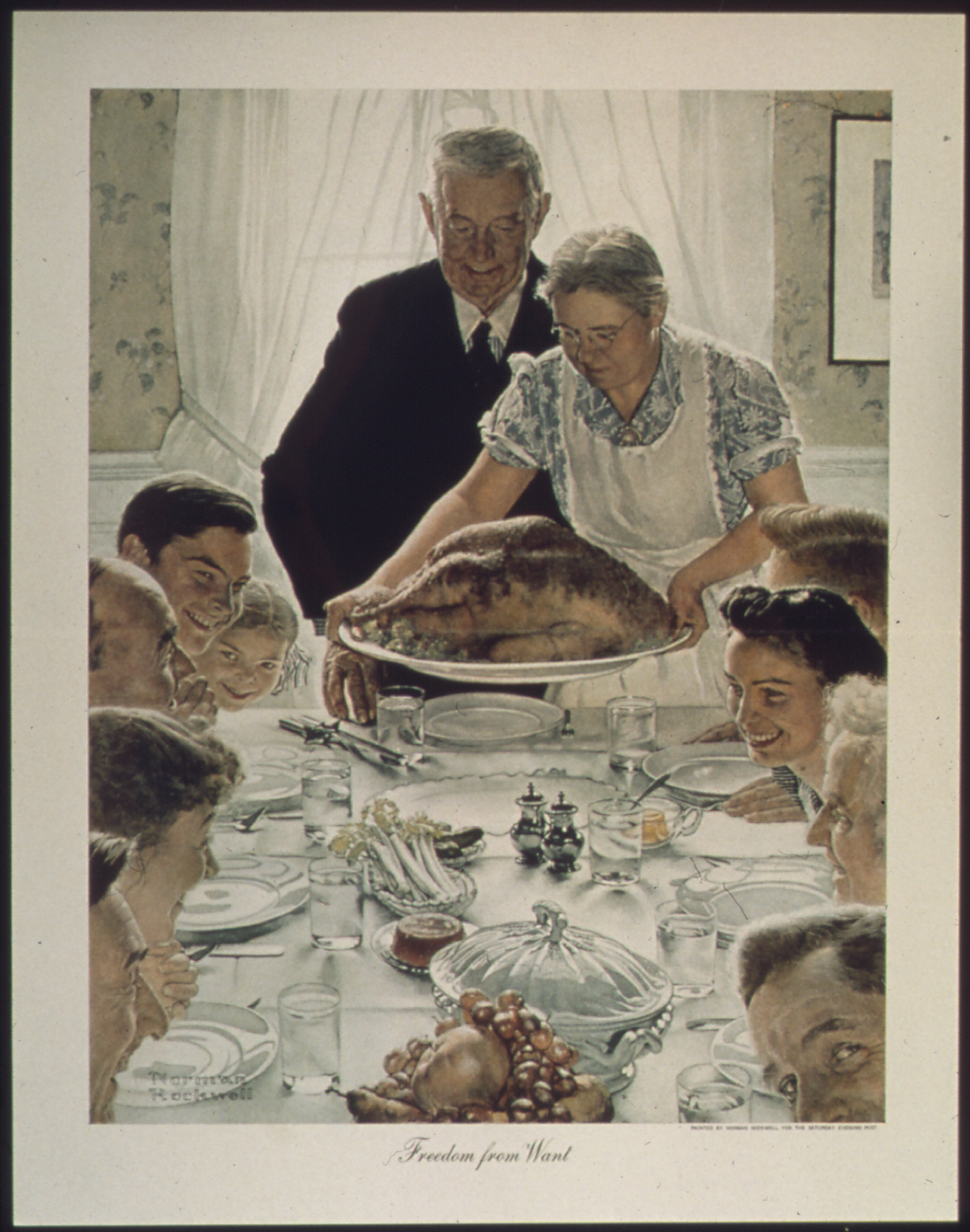
欠乏からの自由（英語版）
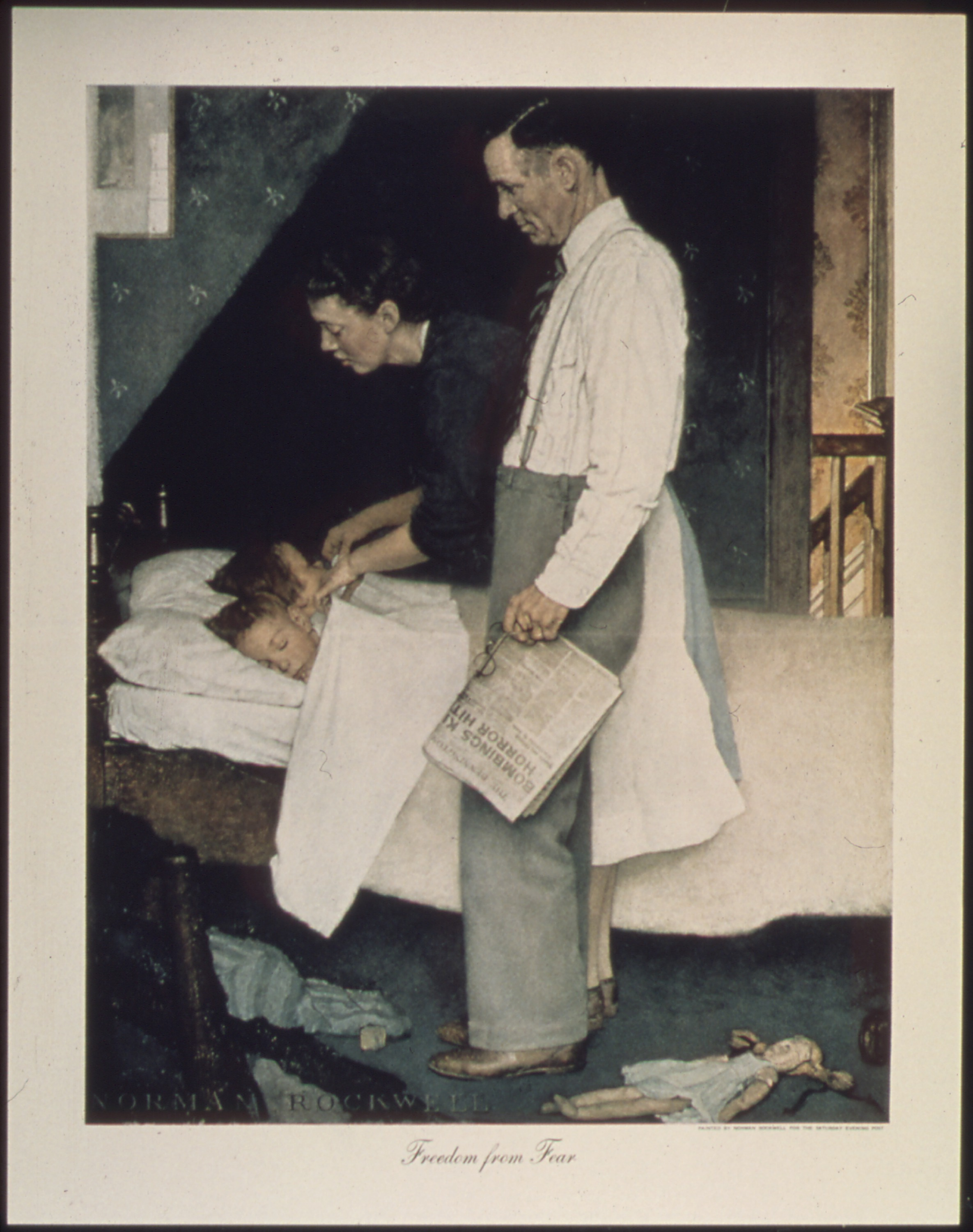
恐怖からの自由（英語版）